# ياسوهيرو كاتو
ياسوهيرو كاتو (باليابانية: 加藤康弘 ) (و. 1986  م) هو لاعب كرة قدم ياباني، ولد في غاماغوري، آيتشي، مركز لعبه هو لاعب وسط.

## روابط خارجية
- ياسوهيرو كاتو على موقع اتحاد أوكرانيا (الإنجليزية)
- ياسوهيرو كاتو على موقع قاعدة بيانات كرة القدم.إي يو (الإنجليزية)
- ياسوهيرو كاتو على موقع Soccerway.com (الإنجليزية)